# Carlos Da Silva (homme politique)
Pour les articles homonymes, voir Carlos Da Silva et Silva.
Carlos Da Silva, né le 16 novembre 1974 à Corbeil-Essonnes, est un homme politique français. Membre du Parti socialiste, il est député de la première circonscription de l'Essonne de 2012 à 2017.

## Biographie

### Origines et vie familiale
Carlos Da Silva est le premier enfant de sa famille à naître en France, dans la ville de Corbeil-Essonnes où son grand-père était arrivé du Portugal en 1958.

### Études et formation
Carlos Da Silva obtient un bac C, une licence en sciences physiques, ainsi qu’une licence, une maîtrise et un diplôme d'études approfondies en sciences sociales. Il est également titulaire d'un master en droit des collectivités territoriales de l'université de Nîmes.

### Carrière professionnelle
Carlos Da Silva exerçait la profession d'instituteur, démarrée à la Grande Borne.

### Carrière politique
Carlos Da Silva adhère au Parti socialiste à 24 ans, en 1998. Pour les élections législatives de 2002 il est désigné suppléant du député Manuel Valls (PS) qui obtient 52,97 % des voix au second tour dans la première circonscription de l'Essonne. Pour les élections cantonales de 2004 il échoue au premier tour dans le canton de Corbeil-Essonnes-Ouest en n'obtenant que 21,98 % des suffrages il se retire au profit du candidat communiste arrivé en tête. Pour les élections législatives de 2007 il est de nouveau suppléant de Manuel Valls, ce dernier remportant la première circonscription de l'Essonne avec 60,12 % des suffrages. Les élections cantonales de 2008 lui permettent d'être élu conseiller général du canton de Corbeil-Essonnes-Est avec 51,15 % des voix. La même année, il est élu conseiller municipal d'opposition à Corbeil-Essonnes, troisième sur la liste d'union de la gauche qui remporte 49,35 % des voix. Il est confirmé à ce poste lors des élections municipales partielles de 2009 et celles de 2010. Pour les élections législatives de 2012 il est une troisième fois suppléant de Manuel Valls qui remporte la première circonscription avec 65,58 % des voix. Ce dernier devenant ministre de l'Intérieur dans le second gouvernement de Jean-Marc Ayrault, Carlos Da Silva devient député de la première circonscription de l'Essonne le 21 juillet 2012. Lors des élections municipales de mars 2014, il est tête de liste de la liste socialiste à Corbeil-Essonnes. Devancé par la liste UMP/UDI et la liste communiste, il se désiste et fusionne sa liste avec celle du parti communiste, il se positionne 33e. Malgré, un rassemblement de la gauche favorable, la ville de Corbeil-Essonnes reste à droite avec le maire UMP/UDI Jean-Pierre Bechter et son équipe réélu à 56 %.
À la suite de la défaite de Claude Bartolone à l'élection régionale de 2015 en Île-de-France, il est élu président du groupe PS au conseil régional d'Île-de-France face à l'autre candidat à ce poste, l'ancien ministre Benoît Hamon.
En 2016, il soutient Manuel Valls pour la primaire citoyenne de 2017 et fait partie de son organigramme de campagne. Après la défaite de ce dernier, il devient son collaborateur parlementaire, jusqu'en mai 2017. Le soutien de l'ancien Premier ministre à Emmanuel Macron marque cependant leur rupture politique et amicale. Lors des élections sénatoriales de 2017, Carlos Da Silva mène la liste socialiste en Essonne mais elle est battue par une liste soutenue par Manuel Valls.
Le 9 mai 2018, Carlos Da Silva devient directeur de cabinet d'Hermeline Malherbe au conseil départemental des Pyrénées-Orientales. Le 8 janvier 2019, il est nommé directeur de cabinet du premier secrétaire du PS Olivier Faure.

## Synthèse des fonctions politiques

### Mandats nationaux
Député de la première circonscription de l'Essonne
Carlos Da Silva devient député de la première circonscription de l'Essonne à la suite de la nomination de Manuel Valls dans le second gouvernement de Jean-Marc Ayrault. Il est membre de la commission des Lois constitutionnelles, de la Législation et de l'Administration générale de la République. Son mandat s'achève le 6 janvier 2017 après la démission du gouvernement de Manuel Valls un mois plus tôt. Il poursuit par la suite son engagement auprès de Manuel Valls en tant qu'attaché parlementaire.

### Mandats locaux
Conseiller régional d'Île-de-France et président du groupe socialiste
Tête de liste socialiste en Essonne pour les élections régionales de 2015, il a été élu conseiller régional d'Île-de-France à l'issue du second tour. Il a également présidé le groupe socialiste et républicain, devenu groupe "Ensemble, l'Île-de-France".
Conseiller général du canton de Corbeil-Essonnes-Est
Carlos Da Silva est élu conseiller général du canton de Corbeil-Essonnes-Est en 2008, avec la délégation des ressources humaines départementales et des anciens combattants, en 2011 il est désigné troisième vice-président du conseil général de l'Essonne chargé des finances et du service public départemental. Il ne se représente pas lors des élections départementales de 2015 qui voient l'élection de Jean-Pierre Bechter (UMP) et Caroline Varin dans le nouveau canton constitué des communes de Corbeil-Essonnes, Lisses, Villabé et Echarcon.
Conseiller municipal de Corbeil-Essonnes
Carlos Da Silva est élu conseiller municipal d'opposition de Corbeil-Essonnes en 2008 et en démissionne en  2012.

### Fonctions au Parti socialiste
Carlos Da Silva est premier secrétaire fédéral de la fédération de l’Essonne du Parti socialiste depuis 2008, puis renouvelé en 2012. À la suite de la nomination de Jean-Christophe Cambadélis à la tête du PS le 15 avril 2014, il devient porte-parole du Parti socialiste. Depuis 2015 il est secrétaire national au développement des fédérations et adhésions. Le 8 janvier 2019, il est nommé directeur de cabinet du premier secrétaire du PS Olivier Faure.

## Annexe